# Ретезату (Јаломица)
Ретезату (рум. Retezatu) насеље је у Румунији у округу Јаломица у општини Стелника. Oпштина се налази на надморској висини од 11 m.

## Становништво
Према подацима из 2011. године у насељу је живело 33 становника.